# Emérita Quiñónez
María Emérita Quiñónez Díaz (Quinindé, 13 de octubre de 1932 - Guayaquil, 27 de febrero de 2014) fue una educadora, deportista y política ecuatoriana, primera mujer en ocupar el cargo de gobernadora en Ecuador.

## Biografía
Nació el 13 de octubre de 1932 en el recinto Estero de Plátano del cantón Quinindé, provincia de Esmeraldas. Realizó sus estudios secundarios en el colegio Manuela Cañizares, de la ciudad de Quito, y los superiores en la Universidad Técnica Luis Vargas Torres, donde obtuvo el título de licenciada en ciencias de la educación. Posteriormente realizó un postgrado en técnicas de escuelas unidocentes en la Universidad Mayor de San Simón de Cochabamba, Bolivia.
Inició su carrera de educadora en 1951 y se desempeñó en la misma por cerca de 50 años, laborando en planteles tales como el Luis Vargas Torres, el colegio Sagrado Corazón, el María Goretti, La Inmaculada, el Nocturno Esmeraldas y el Instituto Superior No. 8 Don Bosco, del que fue fundadora.
Estuvo inmiscuida en la política por más de 27 años, como afiliada al partido Democracia Popular. Fue la primera mujer concejala de la ciudad de Esmeraldas y la primera mujer consejera provincial de la provincia. También fue vicepresidenta del Tribunal Electoral de Esmeraldas.
En 1983 el presidente Oswaldo Hurtado le ofreció el cargo de gobernadora de la provincia de Esmeraldas, Quiñónez le pidió tiempo para considerar la propuesta, pero luego de ser animada por Julio Plaza Ledesma aceptó la oferta, convirtiéndose en la primera mujer ecuatoriana en ser nombrada gobernadora.
En el ámbito deportivo fue una destacada baloncestista, siendo seleccionada por la Federación Deportiva de Esmeraldas, la Concentración Deportiva de Pichincha y el equipo femenino del Ecuador. Posteriormente fue presidenta de la Federación Deportiva de Esmeraldas.